# Guillaume Andrieu
Guillaume Christian Marcel Joseph Andrieu, né le 29 juin 1886 à Glanes dans le Lot et décédé à l'âge de 63 ans le 23 janvier 1950 à Montbeton en Tarn-et-Garonne, est un missionnaire français des missions étrangères de Paris.

## Biographie
Entré au séminaire des missions étrangères le 17 septembre 1908, il est ordonné prêtre le 17 décembre 1910 et part pour Tokyo le 19 avril 1911. Il s'initie à la langue japonaise et à la vie apostolique sous la direction du père Cadilhac à Utsunomiya. En 1915, il fut affecté à la léproserie de Koyama. Il s'occupe alors des petites communautés chrétiennes de la région. En 1916, il est chargé de la paroisse de Numazu. En 1920, il est à Tokyo, sur la paroisse de Sekiguchi, dirigée par le père Flaujac, et, avec le père Wassereau, il enseigne au séminaire.
Il doit ensuite revenir en France pour raison de santé, et se retire au sanatorium Saint-Raphaël de Montbeton. Il y meurt le 23 janvier 1950.